# Grand Prix Itálie 2012
Grand Prix Itálie 2012 (oficiálně Formula 1 Gran Premio Santander d'Italia 2012) se jela na okruhu Autodromo Nazionale Monza v Monze v Itálii dne 9. září 2012. Závod byl třináctým v pořadí v sezóně 2012 šampionátu Formule 1.

## Kvalifikace
| Poř.                       | No. | Jezdec             | Konstruktér          | Časy v kvalifikaci | Časy v kvalifikaci | Časy v kvalifikaci | Pořadí na startu |
| Poř.                       | No. | Jezdec             | Konstruktér          | Q1                 | Q2                 | Q3                 | Pořadí na startu |
| -------------------------- | --- | ------------------ | -------------------- | ------------------ | ------------------ | ------------------ | ---------------- |
| 1                          | 4   | Lewis Hamilton     | McLaren-Mercedes     | 1:24.211           | 1:24.394           | 1:24.010           | 1                |
| 2                          | 3   | Jenson Button      | McLaren-Mercedes     | 1:24.672           | 1:24.255           | 1:24.133           | 2                |
| 3                          | 6   | Felipe Massa       | Ferrari              | 1:24.882           | 1:24.505           | 1:24.247           | 3                |
| 4                          | 11  | Paul di Resta      | Force India-Mercedes | 1:24.875           | 1:24.345           | 1:24.304           | 9                |
| 5                          | 7   | Michael Schumacher | Mercedes             | 1:25.302           | 1:24.675           | 1:24.540           | 4                |
| 6                          | 1   | Sebastian Vettel   | Red Bull-Renault     | 1:25.011           | 1:24.687           | 1:24.802           | 5                |
| 7                          | 8   | Nico Rosberg       | Mercedes             | 1:24.689           | 1:24.515           | 1:24.833           | 6                |
| 8                          | 9   | Kimi Räikkönen     | Lotus-Renault        | 1:25.151           | 1:24.742           | 1:24.855           | 7                |
| 9                          | 14  | Kamui Kobajaši     | Sauber-Ferrari       | 1:25.317           | 1:24.683           | 1:25.109           | 8                |
| 10                         | 5   | Fernando Alonso    | Ferrari              | 1:24.175           | 1:24.242           | 1:25.678           | 10               |
| 11                         | 2   | Mark Webber        | Red Bull-Renault     | 1:25.556           | 1:24.809           |                    | 11               |
| 12                         | 18  | Pastor Maldonado   | Williams-Renault     | 1:25.103           | 1:24.820           |                    | 22               |
| 13                         | 15  | Sergio Pérez       | Sauber-Ferrari       | 1:25.300           | 1:24.901           |                    | 12               |
| 14                         | 19  | Bruno Senna        | Williams-Renault     | 1:25.135           | 1:25.042           |                    | 13               |
| 15                         | 16  | Daniel Ricciardo   | Toro Rosso-Ferrari   | 1:25.728           | 1:25.312           |                    | 14               |
| 16                         | 10  | Jérôme d'Ambrosio  | Lotus-Renault        | 1:25.834           | 1:25.408           |                    | 15               |
| 17                         | 17  | Jean-Éric Vergne   | Toro Rosso-Ferrari   | 1:25.649           | 1:25.441           |                    | 16               |
| 18                         | 20  | Heikki Kovalainen  | Caterham-Renault     | 1:26.382           |                    |                    | 17               |
| 19                         | 21  | Vitalij Petrov     | Caterham-Renault     | 1:26.887           |                    |                    | 18               |
| 20                         | 24  | Timo Glock         | Marussia-Cosworth    | 1:27.039           |                    |                    | 19               |
| 21                         | 25  | Charles Pic        | Marussia-Cosworth    | 1:27.073           |                    |                    | 20               |
| 22                         | 23  | Narain Karthikeyan | HRT-Cosworth         | 1:27.441           |                    |                    | 21               |
| 23                         | 22  | Pedro de la Rosa   | HRT-Cosworth         | 1:27.629           |                    |                    | 23               |
| 107% času vítěze: 1:30.067 |     |                    |                      |                    |                    |                    |                  |
| —                          | 12  | Nico Hülkenberg    | Force India-Mercedes | Bez času           |                    |                    | 24               |
| Zdroj:                     |     |                    |                      |                    |                    |                    |                  |

Poznámky
1. ↑  Paul di Resta obdržel trest posunu o 5 míst vzad za neplánovanou výměnu převodovky.
2. ↑  Pastor Maldonado obdržel trest posunu o 10 míst vzad za zavinění kolize v předchozím závodě.
3. ↑  Nico Hülkenberg nezaznamenal čas, kterým by se kvalifikoval ve 107 % času vítěze. Start mu byl povolen sportovními komisaři.

## Závod
| Poř.   | No. | Jezdec             | Konstruktér          | Počet kol | Čas/Odstoupení | Pořadí na startu | Body |
| ------ | --- | ------------------ | -------------------- | --------- | -------------- | ---------------- | ---- |
| 1      | 4   | Lewis Hamilton     | McLaren-Mercedes     | 53        | 1:19:41.221    | 1                | 25   |
| 2      | 15  | Sergio Pérez       | Sauber-Ferrari       | 53        | +4.356         | 12               | 18   |
| 3      | 5   | Fernando Alonso    | Ferrari              | 53        | +20.594        | 10               | 15   |
| 4      | 6   | Felipe Massa       | Ferrari              | 53        | +29.667        | 3                | 12   |
| 5      | 9   | Kimi Räikkönen     | Lotus-Renault        | 53        | +30.881        | 7                | 10   |
| 6      | 7   | Michael Schumacher | Mercedes             | 53        | +31.259        | 4                | 8    |
| 7      | 8   | Nico Rosberg       | Mercedes             | 53        | +33.550        | 6                | 6    |
| 8      | 11  | Paul di Resta      | Force India-Mercedes | 53        | +41.057        | 9                | 4    |
| 9      | 14  | Kamui Kobajaši     | Sauber-Ferrari       | 53        | +43.898        | 8                | 2    |
| 10     | 19  | Bruno Senna        | Williams-Renault     | 53        | +48.144        | 13               | 1    |
| 11     | 18  | Pastor Maldonado   | Williams-Renault     | 53        | +48.682        | 22               |      |
| 12     | 16  | Daniel Ricciardo   | Toro Rosso-Ferrari   | 53        | +50.316        | 14               |      |
| 13     | 10  | Jérôme d'Ambrosio  | Lotus-Renault        | 53        | +1:15.861      | 15               |      |
| 14     | 20  | Heikki Kovalainen  | Caterham-Renault     | 52        | +1 kolo        | 17               |      |
| 15     | 21  | Vitalij Petrov     | Caterham-Renault     | 52        | +1 kolo        | 18               |      |
| 16     | 25  | Charles Pic        | Marussia-Cosworth    | 52        | +1 kolo        | 20               |      |
| 17     | 24  | Timo Glock         | Marussia-Cosworth    | 52        | +1 kolo        | 19               |      |
| 18     | 22  | Pedro de la Rosa   | HRT-Cosworth         | 52        | +1 kolo        | 23               |      |
| 19     | 23  | Narain Karthikeyan | HRT-Cosworth         | 52        | +1 kolo        | 21               |      |
| 20     | 2   | Mark Webber        | Red Bull-Renault     | 51        | Přetočení      | 11               |      |
| 21     | 12  | Nico Hülkenberg    | Force India-Mercedes | 50        | Brzdy          | 24               |      |
| 22     | 1   | Sebastian Vettel   | Red Bull-Renault     | 47        | Alternátor     | 5                |      |
| Ret    | 3   | Jenson Button      | McLaren-Mercedes     | 32        | Tlak paliva    | 2                |      |
| Ret    | 17  | Jean-Éric Vergne   | Toro Rosso-Ferrari   | 8         | Zavěšení       | 16               |      |
| Zdroj: |     |                    |                      |           |                |                  |      |

Poznámky
1. 1 2 3  Mark Webber, Nico Hülkenberg a Sebastian Vettel odstoupili ze závodu, ale byli klasifikováni, protože odjeli více než 90 % délky závodu.

## Průběžné pořadí po závodě
Pohár jezdců
|   | Pořadí | Jezdec           | Body |
| - | ------ | ---------------- | ---- |
|   | 1      | Fernando Alonso  | 179  |
| 3 | 2      | Lewis Hamilton   | 142  |
| 1 | 3      | Kimi Räikkönen   | 141  |
| 2 | 4      | Sebastian Vettel | 140  |
| 2 | 5      | Mark Webber      | 132  |

Pohár konstruktérů
|   | Pořadí | Konstruktér      | Body |
| - | ------ | ---------------- | ---- |
|   | 1      | Red Bull-Renault | 272  |
|   | 2      | McLaren-Mercedes | 243  |
| 1 | 3      | Ferrari          | 226  |
| 1 | 4      | Lotus-Renault    | 217  |
|   | 5      | Mercedes         | 126  |